# Tycherus capitosus
Tycherus capitosus är en stekelart som först beskrevs av Holmgren 1890.  Tycherus capitosus ingår i släktet Tycherus och familjen brokparasitsteklar. Arten är reproducerande i Sverige. Inga underarter finns listade i Catalogue of Life.